# Metagrion subornatum
Metagrion subornatum – gatunek ważki z rodziny Argiolestidae.
Owad ten jest endemitem indonezyjskiej części Nowej Gwinei oraz sąsiedniej wyspy Yapen.